# Бобошикова, Яна
Яна Бобошикова (чеш. Jana Bobošíková) — чешский общественный и политический деятель, телеведущая и редактор, председатель партии СУВЕРЕНИТЕТ — Блок Яны Бобошиковой, кандидат в президенты Чехии на выборах 2008 года и выборах 2013 года.

## Ранняя биография
В 1978—1982 годах Яна Бобошикова обучалась в Будейовицкой гимназии (Прага 4), затем окончила торговый факультет Высшей школы экономики в Праге (1987 год).

### Карьера в СМИ
Свою телевизионную карьеру Яна Бобошикова начинала ещё на Чехословацком телевидении в 1989 г. в качестве редактора домашней рубрики, в которой освещала развитие гражданского движения и приватизации в ЧССР.

## Политическая карьера
С 2004 по 2009 — депутат Европарламента по списку партии независимых демократов от Чешской республики. В 2006 году основала партию «Политика 21». В конце 2011 года возглавила вновь созданную партию СУВЕРЕНИТЕТ — Блок Яны Бобошиковой.
В политической жизни Чехии Яна Бобошикова обрела печальный статус «вечного кандидата»: несмотря на своё пребывание в Европарламенте, она потерпела восемь раз неудачи на ряде выборов, в том числе дважды на президентских.

### Участие в выборах вСенат Чехии
Яна Бобошикова дважды баллотировалась в Сенат: в октябре 2010 года от коалиции партий СУВЕРЕНИТЕТ — ПОЛИТИКА 21 и Суверенитет — Партия здравого смысла, в марте 2011 году — от партии СУВЕРЕНИТЕТ — Блок Яны Бобошиковой.
| Выборы       | Избирательный округ | Набранные голоса | Процентное отношение |
| ------------ | ------------------- | ---------------- | -------------------- |
| октябрь 2010 | 22 – Прага 10       | 3 326            | 9,20 %               |
| март 2011    | 30 – Кладно         | 1 993            | 7,29 %               |

### Участие в президентских выборах
Свою кандидатуру Бобошикова выставляла в 2008 и 2013 годах. В 2008 году, когда президента ещё избирали в парламенте, её номинировала Коммунистическая партия Чехии и Моравии, но поскольку больше не поддержала ни одна другая политическая сила, Бобошикова снялась с выборов. В 2013 году на первом всенародном голосовании она заняла последнее место с 2,39% голосов.